# Status celny
Status celny – oznacza określenie towaru jako towar unijny lub nieunijny.
Towary unijne oznaczają towary należące do jednej z następujących kategorii:
a) towary całkowicie uzyskane na obszarze celnym Unii i w których skład nie wchodzą towary przywiezione z krajów lub terytoriów znajdujących się poza obszarem celnym Unii;
b) towary wprowadzone na obszar celny Unii z krajów lub terytoriów znajdujących się poza tym obszarem i dopuszczone do obrotu;
c) towary uzyskane lub wyprodukowane na obszarze celnym Unii wyłącznie z towarów, o których mowa w lit. b), lub z towarów, o których mowa w lit. a) i b).
Towary nieunijne oznaczają towary inne niż unijne, lub takie, które utraciły unijny status celny.